# Liste des cantons de la Marne

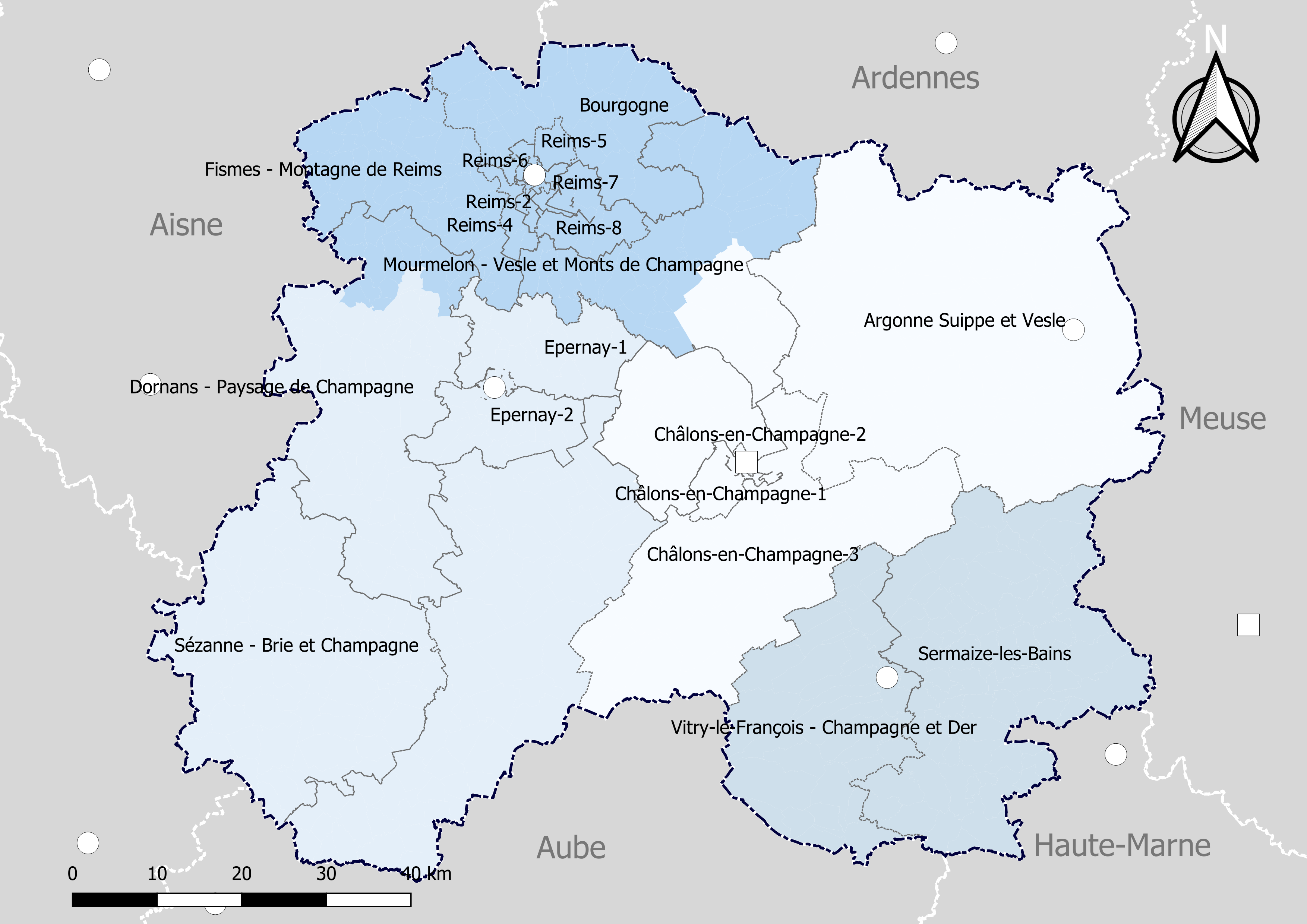
Découpage cantonal du département de la Marne, avec en surimpression les arrondissements (en nuances de bleu) - Carte arrêtée au 1er janvier 2019.

Liste des 23 cantons du département de la Marne, par arrondissement.

## Historique
Pendant la Révolution française, le département de la Marne est créé le 4 mars 1790. Il est alors composé de 73 cantons divisé entre six districts : Châlons-sur-Marne, Reims, Épernay, Sézanne, Sainte-Menehould et Vitry-le-François. Le 17 février 1800, sous le Consulat, tous les cantons du département sont redécoupés et leur nombre est réduit. Les arrondissements se substituent aussi aux districts (Loi du 28 pluviôse an VIII). On dénombre désormais cinq arrondissements : Châlons-sur-Marne, Épernay, Reims, Sainte-Menehould et Vitry-le-François. L'arrondissement de Sainte-Menehould est supprimé, comme 105 autres, lors du décret du 10 septembre 1926. Il est finalement restauré en 1940. Pour une plus grande équité démographique, les cantons des principales villes sont redécoupés au cours du XXe siècle.
À la suite du redécoupage de 2014, le nombre de cantons est ramené de 44 à 23.

## Découpage antérieur à 2015

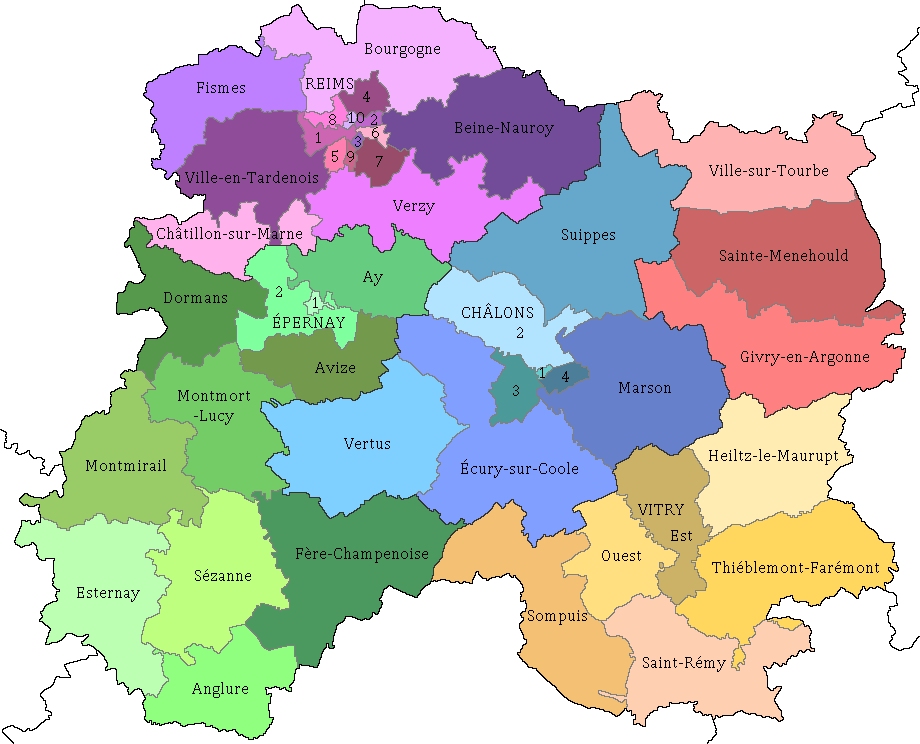
Carte des arrondissements et cantons de la Marne avant le redécoupage de 2014

En 2014, le département de la Marne se divise en 44 cantons, se répartissant de la façon suivante :
- 8 pour l'arrondissement de Châlons-en-Champagne[N 1],
- 11 pour l'arrondissement d'Epernay,
- 16 pour l'arrondissement de Reims,
- 3 pour l'arrondissement de Sainte-Menehould,
- 6 pour l'arrondissement de Vitry-le-François.

### Toponymie

#### Nom des cantons
Tous les cantons de la Marne portent le nom de leur chef-lieu. Cependant, tandis que les cantons des communes de Châlons-en-Champagne, Épernay et Reims sont numérotés en fonction de la date de leur création (exemple : Reims 1er canton, Reims 2e canton etc.), le nom des cantons de Vitry-le-François proviennent de leur situation géographique (exemple : Vitry-le-François-Est et Vitry-le-François-Ouest).
Les cantons sont également définis par un « code canton » ou « code Insee ». Il est composé de 4 chiffres, les deux premiers étant ceux du numéro du département. Ce code est attribué à chaque canton par ordre alphabétique ; cependant, avec la création de nouveaux cantons urbains, ces derniers ne possèdent pas leur numéro de classement alphabétique mais celui de leur ordre de création (puis alphabétique lorsque plusieurs ont été créés en même temps). Exemples de code canton : le « code canton » d'Épernay-1 est 51 11 et celui d'Épernay-2 est 51 37.

### Homonymies
Il y a une homonymie exacte pour le canton de Montmirail avec celui de Montmirail, situé dans le département de la Sarthe.
Même s'il existe une homonymie entre Bourgogne et la région Bourgogne, le canton de Bourgogne est le seul à porter ce nom.

### Déséquilibre géographique et démographique
Les cantons ont des superficies et des populations très variables. Ainsi, les cantons de Châlons-en-Champagne-1, Reims-3 et Reims-10 s'étendent sur moins de 3 km2 tandis que les deux plus grands cantons du département – Écury-sur-Coole et Suippes – ont une superficie supérieure à 400 km2. D'autre part, le canton de Reims-1 avec 29 998 habitants est quatorze fois plus peuplé que le canton de Sompuis avec 2 131 habitants.

### Liste des cantons
| Nom du canton                                 | Code Insee | Chef-lieu                                     | Arrondissement       | Comm. | Pop. (2007) | Sup. (km2) | Dens. (hab./km2) | Conseiller général        | Carte                                                                   |
| --------------------------------------------- | ---------- | --------------------------------------------- | -------------------- | ----- | ----------- | ---------- | ---------------- | ------------------------- | ----------------------------------------------------------------------- |
| Anglure                                       | 51 01      | Anglure                                       | Épernay              | 18    | 6 601       | 191,01     | 34,56            | Daniel Grosbety (PS)      | Localisation du canton d'Anglure                                        |
| Avize                                         | 51 02      | Avize                                         | Épernay              | 18    | 9 683       | 155,31     | 62,35            | Pascal Desautels (DVD)    | Localisation du canton d'Avize                                          |
| Ay                                            | 51 01      | Aÿ                                            | Épernay              | 20    | 17 909      | 174,67     | 102,53           | Dominique Lévèque (PS)    | Localisation du canton d'Ay                                             |
| Beine-Nauroy                                  | 51 04      | Beine-Nauroy                                  | Reims                | 17    | 9 653       | 327,13     | 29,51            | Alphonse Schwein (UMP)    | Localisation du canton de Beine-Nauroy                                  |
| Bourgogne                                     | 51 05      | Bourgogne                                     | Reims                | 24    | 22 716      | 284,65     | 79,80            | Éric Kariger (DVD)        | Localisation du canton de Bourgogne                                     |
| Châlons-en-Champagne-1                        | 51 06      | Châlons-en-Champagne                          | Châlons-en-Champagne | 1     | 12 517      | 2,57       | 4 870,43         | Jean-Louis Devaux (UMP)   | Localisation du canton de Châlons-en-Champagne-1                        |
| Châlons-en-Champagne-2                        | 51 35      | Châlons-en-Champagne                          | Châlons-en-Champagne | 11    | 16 918      | 159,75     | 105,90           | Rudy Namur (PS)           | Localisation du canton de Châlons-en-Champagne-2                        |
| Châlons-en-Champagne-3                        | 51 36      | Châlons-en-Champagne                          | Châlons-en-Champagne | 5     | 16 994      | 46,00      | 369,43           | Alain Biaux (EELV)        | Localisation du canton de Châlons-en-Champagne-3                        |
| Châlons-en-Champagne-4                        | 51 43      | Châlons-en-Champagne                          | Châlons-en-Champagne | 2     | 16 917      | 17,06      | 991,62           | Pierre Faynot (PCD)       | Localisation du canton de Châlons-en-Champagne-4                        |
| Châtillon-sur-Marne                           | 51 07      | Châtillon-sur-Marne                           | Reims                | 19    | 4 143       | 130,95     | 31,64            | Françoise Férat (AC)      | Localisation du canton de Châtillon-sur-Marne                           |
| Dormans                                       | 51 09      | Dormans                                       | Épernay              | 14    | 9 553       | 199,98     | 47,77            | Christian Bruyen (DVD)    | Localisation du canton de Dormans                                       |
| Écury-sur-Coole                               | 51 10      | Écury-sur-Coole                               | Châlons-en-Champagne | 26    | 7 180       | 417,99     | 17,18            | Daniel Collard (DVD)      | Localisation du canton d'Écury-sur-Coole                                |
| Épernay-1                                     | 51 11      | Épernay                                       | Épernay              | 1     | 12 754      | 5,31       | 2 401,88         | Benoît Moittié (UMP)      | Localisation du canton d'Épernay-1                                      |
| Épernay-2                                     | 51 37      | Épernay                                       | Épernay              | 11    | 21 244      | 111,30     | 190,87           | Daniel Lemaire (DVG)      | Localisation du canton d'Épernay-2                                      |
| Esternay                                      | 51 12      | Esternay                                      | Épernay              | 21    | 5 259       | 296,45     | 17,74            | Patrice Valentin (UMP)    | Localisation du canton d'Esternay                                       |
| Fère-Champenoise                              | 51 13      | Fère-Champenoise                              | Épernay              | 18    | 5 775       | 384,89     | 15,00            | Gérard Gorisse (DVD)      | Localisation du canton de Fère-Champenoise                              |
| Fismes                                        | 51 14      | Fismes                                        | Reims                | 24    | 14 775      | 201,19     | 73,44            | Jean-Pierre Pinon (PS)    | Localisation du canton de Fismes                                        |
| Givry-en-Argonne                              | 51 08      | Givry-en-Argonne                              | Sainte-Menehould     | 23    | 3 113       | 343,89     | 9,05             | Françoise Duchein (UMP)   | Localisation du canton de Givry-en-Argonne                              |
| Heiltz-le-Maurupt                             | 51 15      | Heiltz-le-Maurupt                             | Vitry-le-François    | 22    | 3 513       | 281,13     | 12,50            | Charles de Courson (NC)   | Localisation du canton d'Heiltz-le-Maurupt                              |
| Marson                                        | 51 16      | Marson                                        | Châlons-en-Champagne | 18    | 9 621       | 356,46     | 26,99            | Hubert Arrouart (AC)      | Localisation du canton de Marson                                        |
| Montmirail                                    | 51 17      | Montmirail                                    | Épernay              | 19    | 7 155       | 279,51     | 25,60            | Bernard Doucet (UMP)      | Localisation du canton de Montmirail                                    |
| Montmort-Lucy                                 | 51 18      | Montmort-Lucy                                 | Épernay              | 22    | 4 017       | 252,06     | 15,94            | Michel Moussy (UMP)       | Localisation du canton de Montmort-Lucy                                 |
| Reims-1                                       | 51 19      | Reims                                         | Reims                | 4     | 29 998      | 20,00      | 1 499,90         | Jean-Pierre Fortuné (DVD) | Localisation du canton de Reims-1                                       |
| Reims-2                                       | 51 20      | Reims                                         | Reims                | 1     | 23 993      | 6,36       | 3 772,48         | Francis Falala (DVD)      | Localisation du canton de Reims-2                                       |
| Reims-3                                       | 51 21      | Reims                                         | Reims                | 1     | 17 653      | 2,47       | 7 146,96         | Alexandre Tunc (PS)       | Localisation du canton de Reims-3                                       |
| Reims-4                                       | 51 22      | Reims                                         | Reims                | 2     | 16 869      | 24,96      | 675,84           | Sabrina Ghallal (PS)      | Localisation du canton de Reims-4                                       |
| Reims-5                                       | 51 38      | Reims                                         | Reims                | 2     | 21 581      | 10,67      | 2 022,59         | Éric Quénard (PS)         | Localisation du canton de Reims-5                                       |
| Reims-6                                       | 51 39      | Reims                                         | Reims                | 1     | 24 581      | 5,47       | 4 493,78         | Arnaud Robinet (UMP)      | Localisation du canton de Reims-6                                       |
| Reims-7                                       | 51 40      | Reims                                         | Reims                | 5     | 19 000      | 31,82      | 597,11           | Jean Marx (PS)            | Localisation du canton de Reims-7                                       |
| Reims-8                                       | 51 41      | Reims                                         | Reims                | 3     | 13 077      | 12,83      | 1 019,25         | Alain Lescouet (DVG)      | Localisation du canton de Reims-8                                       |
| Reims-9                                       | 51 42      | Reims                                         | Reims                | 1     | 24 293      | 4,92       | 4 937,60         | Virginie Coez (PS)        | Localisation du canton de Reims-9                                       |
| Reims-10                                      | 51 44      | Reims                                         | Reims                | 1     | 24 328      | 2,89       | 8 417,99         | Stéphane Rummel (PS)      | Localisation du canton de Reims-10                                      |
| Sainte-Menehould                              | 51 23      | Sainte-Menehould                              | Sainte-Menehould     | 27    | 8 538       | 370,51     | 23,04            | Olivier Aimont (SE)       | Localisation du canton de Sainte-Menehould                              |
| Saint-Remy-en-Bouzemont-Saint-Genest-et-Isson | 51 24      | Saint-Remy-en-Bouzemont-Saint-Genest-et-Isson | Vitry-le-François    | 20    | 4 233       | 274,32     | 15,43            | Jean-Pierre Bouquet (PS)  | Localisation du canton de Saint-Remy-en-Bouzemont-Saint-Genest-et-Isson |
| Sézanne                                       | 51 25      | Sézanne                                       | Épernay              | 23    | 10 067      | 282,29     | 35,66            | René-Paul Savary (UMP)    | Localisation du canton de Sézanne                                       |
| Sompuis                                       | 51 26      | Sompuis                                       | Vitry-le-François    | 13    | 2 131       | 309,89     | 6,88             | Claude Paul (UMP)         | Localisation du canton de Sompuis                                       |
| Suippes                                       | 51 27      | Suippes                                       | Châlons-en-Champagne | 18    | 14 161      | 434,72     | 32,57            | Agnès Person (UMP)        | Localisation du canton de Suippes                                       |
| Thiéblemont-Farémont                          | 51 28      | Thiéblemont-Farémont                          | Vitry-le-François    | 33    | 11 380      | 334,65     | 34,01            | Bruno Botella (DVG)       | Localisation du canton de Thiéblemont-Farémont                          |
| Vertus                                        | 51 29      | Vertus                                        | Châlons-en-Champagne | 22    | 6 907       | 345,02     | 20,02            | Pascal Perrot (UMP)       | Localisation du canton de Vertus                                        |
| Verzy                                         | 51 30      | Verzy                                         | Reims                | 22    | 13 838      | 241,94     | 57,20            | Alain Toullec (UMP)       | Localisation du canton de Verzy                                         |
| Ville-en-Tardenois                            | 51 31      | Ville-en-Tardenois                            | Reims                | 38    | 12 454      | 218,24     | 57,07            | Michel Caquot (UMP)       | Localisation du canton de Ville-en-Tardenois                            |
| Ville-sur-Tourbe                              | 51 32      | Ville-sur-Tourbe                              | Sainte-Menehould     | 17    | 2 432       | 306,86     | 7,93             | Bernard Rocha (UMP)       | Localisation du canton de Ville-sur-Tourbe                              |
| Vitry-le-François-Est                         | 51 33      | Vitry-le-François                             | Vitry-le-François    | 16    | 12 825      | 158,34     | 81,00            | Marianne Dorémus (PS)     | Localisation du canton de Vitry-le-François-Est                         |
| Vitry-le-François-Ouest                       | 51 34      | Vitry-le-François                             | Vitry-le-François    | 10    | 14 142      | 142,42     | 99,30            | Thierry Mouton (PS)       | Localisation du canton de Vitry-le-François-Ouest                       |

## Redécoupage cantonal de 2014

Nouveaux cantons.

Dans la poursuite de la réforme territoriale engagée en 2010, l'Assemblée nationale adopte définitivement le 17 avril 2013 la réforme du mode de scrutin pour les élections départementales destinée à garantir la parité hommes/femmes. Les lois (loi organique 2013-402 et loi 2013-403) sont promulguées le 17 mai 2013. Un nouveau découpage territorial est défini par décret du 21 février 2014 pour le département de la Marne. Celui-ci entre en vigueur lors du premier renouvellement général des assemblées départementales suivant la publication du décret, soit en mars 2015. Les conseillers départementaux sont élus au scrutin majoritaire binominal mixte. Les électeurs de chaque canton éliront au Conseil départemental, nouvelle appellation des Conseils généraux, deux membres de sexe différent, qui se présenteront en binôme de candidats. Les conseillers départementaux seront élus pour 6 ans au scrutin binominal majoritaire à deux tours, l'accès au second tour nécessitant 10 % des inscrits au 1er tour. En outre la totalité des conseillers départementaux est renouvelée.
Ce nouveau mode de scrutin nécessite un redécoupage des cantons dont le nombre est divisé par deux avec arrondi à l'unité impaire supérieure si ce nombre n'est pas entier impair et avec des conditions de seuils minimaux. Dans la Marne le nombre de cantons passe ainsi de 44 à 23.
Les critères du remodelage cantonal sont les suivants : le territoire de chaque canton doit être défini sur des bases essentiellement démographiques, le territoire de chaque canton doit être continu et les communes de moins de 3 500 habitants sont entièrement comprises dans le même canton. Il n’est fait référence, ni aux limites des arrondissements, ni à celles des circonscriptions législatives.
Conformément à de multiples décisions du Conseil constitutionnel depuis 1985 et notamment sa décision no 2010-618 DC du 9 décembre 2010, il est admis que le principe d’égalité des électeurs au regard des critères démographiques est respecté lorsque le ratio conseiller/habitant de la circonscription est compris dans une fourchette de 20 % de part et d'autre du ratio moyen conseiller/habitant du département. Pour le département de la Marne, la population de référence est la population légale en vigueur au 1er janvier 2013, à savoir la population millésimée 2010, soit 565 307 habitants. Avec 23 cantons la population moyenne par conseiller départemental est de 24 579 habitants. Ainsi la population de chaque nouveau canton doit-elle être comprise entre 19 663 habitants et 29 494 habitants pour respecter le principe de l'égalité citoyenne au vu des critères démographiques.

### Composition détaillée
| N° | Nom du Canton                         | Bureau centralisateur | Population 2010                        | Écart /moyenne | Nombre de communes entières        | Communes composant le canton |
| -- | ------------------------------------- | --------------------- | -------------------------------------- | -------------- | ---------------------------------- | --- |
| 1  | Argonne Suippe et Vesle               | Sainte-Menehould      | 23 173                                 | 0,94           | 79                                 | Argers, Auve, Belval-en-Argonne, Berzieux, Binarville, Braux-Sainte-Cohière, Braux-Saint-Remy, Bussy-le-Château, Cernay-en-Dormois, La Chapelle-Felcourt, Les Charmontois, Le Châtelier, Châtrices, Chaudefontaine, Le Chemin, La Cheppe, Contault, Courtémont, Courtisols, La Croix-en-Champagne, Cuperly, Dampierre-le-Château, Dommartin-Dampierre, Dommartin-sous-Hans, Dommartin-Varimont, Éclaires, Élise-Daucourt, Épense, Florent-en-Argonne, Fontaine-en-Dormois, Givry-en-Argonne, Gizaucourt, Gratreuil, Hans, Herpont, Jonchery-sur-Suippe, Laval-sur-Tourbe, Maffrécourt, Malmy, Massiges, Minaucourt-le-Mesnil-lès-Hurlus, Moiremont, La Neuville-aux-Bois, La Neuville-au-Pont, Noirlieu, Passavant-en-Argonne, Poix, Rapsécourt, Remicourt, Rouvroy-Ripont, Saint-Hilaire-le-Grand, Saint-Jean-sur-Tourbe, Saint-Mard-sur-Auve, Saint-Mard-sur-le-Mont, Saint-Remy-sur-Bussy, Saint-Thomas-en-Argonne, Sainte-Marie-à-Py, Sainte-Menehould, Servon-Melzicourt, Sivry-Ante, Somme-Bionne, Somme-Suippe, Somme-Tourbe, Somme-Vesle, Somme-Yèvre, Sommepy-Tahure, Souain-Perthes-lès-Hurlus, Suippes, Tilloy-et-Bellay, Valmy, Le Vieil-Dampierre, Vienne-la-Ville, Vienne-le-Château, Ville-sur-Tourbe, Villers-en-Argonne, Virginy, Voilemont, Wargemoulin-Hurlus. |
| 2  | Bourgogne-Fresne                      | Bourgogne-Fresne      | 26 744                                 | 1,09           | 27                                 | Auménancourt, Bazancourt, Beine-Nauroy, Berméricourt, Berru, Boult-sur-Suippe, Bourgogne-Fresne, Brimont, Caurel, Cauroy-lès-Hermonville, Cormicy, Courcy, Hermonville, Heutrégiville, Isles-sur-Suippe, Lavannes, Loivre, Merfy, Nogent-l'Abbesse, Pomacle, Pouillon, Saint-Étienne-sur-Suippe, Saint-Thierry, Thil, Villers-Franqueux, Warmeriville, Witry-lès-Reims. |
| 3  | Châlons-en-Champagne-1                | Châlons-en-Champagne  | 5 971 + fraction Châlons-en-Champagne  |                | 3 + fraction Châlons-en-Champagne  | 1° Les communes suivantes : Compertrix, Coolus, Fagnières. 2° La partie de la commune de Châlons-en-Champagne située à l'ouest d'une ligne définie par l'axe des voies et limites suivantes : depuis la limite territoriale de la commune de Saint-Martin-sur-le-Pré, avenue du Général-Sarrail, place de Verdun, avenue de Valmy, place aux Chevaux, canal Saint-Martin, pont Jacquesson, boulevard Léon-Blum, rue Jean-Jaurès, canal latéral à la Marne, allée des Forêts, avenue du 29-Août-1944, boulevard John-Fitzgerald-Kennedy, avenue du 29-Août-1944, avenue des Alliés, rue de l'Étang-Lavalette, avenue du Président-Roosevelt, avenue Winston-Churchill, avenue des Alliés, rue Eugène-Delacroix, ligne droite dans le prolongement de la rue Paul-Valéry, rue Paul-Valéry, rue Paul-Verlaine, jusqu'à la limite territoriale de la commune de Sarry. |
| 4  | Châlons-en-Champagne-2                | Châlons-en-Champagne  | 8 404 + fraction Châlons-en-Champagne  |                | 18 + fraction Châlons-en-Champagne | 1° Les communes suivantes : Aigny, Aulnay-sur-Marne, Champigneul-Champagne, Cherville, Condé-sur-Marne, Les Grandes-Loges, Isse, Jâlons, Juvigny, Matougues, Recy, Saint-Gibrien, Saint-Martin-sur-le-Pré, Saint-Pierre, Thibie, La Veuve, Villers-le-Château, Vraux. 2° La partie de la commune de Châlons-en-Champagne située à l'est d'une ligne définie par l'axe des voies et limites suivantes : depuis la limite territoriale de la commune de Saint-Martin-sur-le-Pré, avenue du Général-Sarrail, place de Verdun, avenue de Valmy, place aux Chevaux, canal Saint-Martin, pont Jacquesson, boulevard Léon-Blum, rue Jean-Jaurès, canal latéral à la Marne, pénétrante urbaine, allée Voltaire, allée Paul-Doumer, avenue de Metz, jusqu'à son intersection avec la rue des Quatre-Vents et jusqu'à la limite territoriale de la commune de Saint-Memmie. |
| 5  | Châlons-en-Champagne-3                | Châlons-en-Champagne  | 17 681 + fraction Châlons-en-Champagne |                | 41 + fraction Châlons-en-Champagne | Breuvery-sur-Coole, Bussy-Lettrée, Cernon, Cheniers, Cheppes-la-Prairie, Chepy, Coupetz, Coupéville, Dampierre-sur-Moivre, Dommartin-Lettrée, Écury-sur-Coole, L'Épine, Faux-Vésigneul, Francheville, Le Fresne, Haussimont, Lenharrée, Mairy-sur-Marne, Marson, Moivre, Moncetz-Longevas, Montépreux, Nuisement-sur-Coole, Omey, Pogny, Saint-Étienne-au-Temple, Saint-Germain-la-Ville, Saint-Jean-sur-Moivre, Saint-Martin-aux-Champs, Saint-Memmie, Saint-Quentin-sur-Coole, Sarry, Sogny-aux-Moulins, Sommesous, Soudé, Soudron, Togny-aux-Bœufs, Vassimont-et-Chapelaine, Vatry, Vésigneul-sur-Marne, Vitry-la-Ville. |
| 6  | Dormans-Paysages de Champagne         | Dormans               | 24 755                                 | 1,01           | 70                                 | Anthenay, Aougny, Le Baizil, Bannay, Baslieux-sous-Châtillon, Baye, Beaunay, Belval-sous-Châtillon, Cœur-de-la-Vallée, Bligny, Boursault, Le Breuil, Brouillet, La Caure, Chambrecy, Champaubert, Champlat-et-Boujacourt, Champvoisy, La Chapelle-sous-Orbais, Châtillon-sur-Marne, Chaumuzy, Coizard-Joches, Congy, Cormoyeux, Corribert, Courjeonnet, Courthiézy, Cuchery, Cuisles, Damery, Dormans, Étoges, Fèrebrianges, Festigny, Fleury-la-Rivière, Igny-Comblizy, Jonquery, Lagery, Leuvrigny, Lhéry, Mareuil-en-Brie, Mareuil-le-Port, Marfaux, Margny, Montmort-Lucy, Nesle-le-Repons, La Neuville-aux-Larris, Œuilly, Olizy, Orbais-l'Abbaye, Passy-Grigny, Poilly, Pourcy, Romery, Romigny, Saint-Martin-d'Ablois, Sainte-Gemme, Sarcy, Suizy-le-Franc, Talus-Saint-Prix, Tramery, Troissy, Vandières, Vauciennes, Venteuil, Verneuil, Ville-en-Tardenois, La Ville-sous-Orbais, Vincelles. |
| 7  | Épernay-1                             | Épernay               | 19 344 + fraction Épernay              |                | 17 + fraction Épernay              | 1° Les communes suivantes : Ambonnay, Avenay-Val-d'Or, Aÿ-Champagne, Bouzy, Champillon, Cumières, Dizy, Fontaine-sur-Ay, Germaine, Hautvillers, Magenta, Mardeuil, Mutigny, Nanteuil-la-Forêt, Saint-Imoges, Tours-sur-Marne, Val-de-Livre. 2° La partie de la commune d'Épernay située au nord d'une ligne définie par l'axe des voies et limites suivantes : depuis la limite territoriale de la commune de Mardeuil, avenue Jean-Jaurès, rue Pasteur, rue de Nommois, rue du Moulin-Brûle, place Victor-Hugo, rue de la Tour-Biron, rue des Tanneurs, boulevard de la Motte, rue Pierre-Semard, rue de Verdun, rue d'Alsace, avenue de Champagne, rue Godart-Roger, rue Henri-Lelarge, rue Croix-de-Bussy, rue Maurice-Cerveaux, rue Godart-Roger, rue de Belle-Noue (exclue), chemin des Hautes-Justices, avenue du Vercors, avenue d'Ettinglen, rue Johannes-Brahms, ligne droite de l'intersection des rue Johannes-Brahms et rue Jean-Sébastien-Bach à la limite territoriale de la commune de Chouilly. |
| 8  | Épernay-2                             | Épernay               | 10 900 + fraction Épernay              |                | 17 + fraction Épernay              | 1° Les communes suivantes : Avize, Brugny-Vaudancourt, Chavot-Courcourt, Chouilly, Cramant, Cuis, Flavigny, Grauves, Les Istres-et-Bury, Mancy, Monthelon, Morangis, Moussy, Oiry, Pierry, Plivot, Vinay. 2° La partie de la commune d'Épernay non incluse dans le canton d'Épernay-1. |
| 9  | Fismes-Montagne de Reims              | Fismes                | 25 641                                 | 1,04           | 53                                 | Arcis-le-Ponsart, Aubilly, Baslieux-lès-Fismes, Bouilly, Bouleuse, Bouvancourt, Branscourt, Breuil, Châlons-sur-Vesle, Chamery, Chenay, Coulommes-la-Montagne, Courcelles-Sapicourt, Courlandon, Courmas, Courtagnon, Courville, Crugny, Écueil, Faverolles-et-Coëmy, Fismes, Germigny, Gueux, Hourges, Janvry, Jonchery-sur-Vesle, Jouy-lès-Reims, Magneux, Méry-Prémecy, Les Mesneux, Montigny-sur-Vesle, Mont-sur-Courville, Muizon, Ormes, Pargny-lès-Reims, Pévy, Prouilly, Romain, Rosnay, Sacy, Saint-Euphraise-et-Clairizet, Saint-Gilles, Savigny-sur-Ardres, Sermiers, Serzy-et-Prin, Thillois, Treslon, Trigny, Unchair, Vandeuil, Ventelay, Ville-Dommange, Vrigny. |
| 10 | Mourmelon-Vesle et Monts de Champagne | Mourmelon-le-Grand    | 24 313                                 | 0,99           | 37                                 | Aubérive, Baconnes, Beaumont-sur-Vesle, Bétheniville, Billy-le-Grand, Bouy, Chigny-les-Roses, Dampierre-au-Temple, Dontrien, Époye, Livry-Louvercy, Ludes, Mailly-Champagne, Montbré, Mourmelon-le-Grand, Mourmelon-le-Petit, Les Petites-Loges, Pontfaverger-Moronvilliers, Prosnes, Rilly-la-Montagne, Saint-Hilaire-au-Temple, Saint-Hilaire-le-Petit, Saint-Martin-l'Heureux, Saint-Masmes, Saint-Souplet-sur-Py, Selles, Sept-Saulx, Trépail, Vadenay, Val-de-Vesle, Vaudemange, Vaudesincourt, Verzenay, Verzy, Ville-en-Selve, Villers-Allerand, Villers-Marmery. |
| 11 | Reims-1                               | Reims                 | fraction Reims                         |                | fraction Reims                     | Partie de la commune de Reims située à l'intérieur d'un périmètre défini par l'axe des voies et limites suivantes : place Royale, rue Colbert, place du Forum, rue de Tambour, rue de Mars, rue Henri-IV, rue Jovin, rue du Général-Sarrail, boulevard Desaubeau, place de la République, boulevard Jules-César, rue Gosset, rue du Docteur-Lemoine, rue Jacquart, rue Ruinart-de-Brimont, place du 30-Août-1944, rue Ruinart-de-Brimont, boulevard Saint-Marceaux, rue Henri-Barbusse, rue des Eparges, rue Gustave-Laurent, boulevard Pommery, boulevard Henry-Vasnier, boulevard Pasteur, boulevard de la Paix, rue des Augustins, rue Ponsardin, rue des Murs, rue de Contrai, rue Gambetta, rue des Moulins, boulevard du Docteur-Henri-Henrot, boulevard Paul-Doumer, rue de Vesle, place Stalingrad, rue de Vesle, place Myron-Herrick, rue Carnot. |
| 12 | Reims-2                               | Reims                 | fraction Reims                         |                | fraction Reims                     | partie de la commune de Reims située au sud d'une ligne définie par l'axe des voies et limites suivantes : depuis la limite territoriale de la commune de Bezannes, rue Frédéric-et-Irène-Joliot-Curie, rue Adrien-Sénéchal, avenue du Maréchal-Juin, place Jean-Donatini, avenue d'Epernay, rue de Dieppe, rue de Dunkerque, rue du Havre, avenue du 18-Juin-1940, ligne de chemin de fer, avenue du Général-de-Gaulle, chaussée Bocquaine, rue du Colonel-Fabien, rue de Vesle, place Colin, rue de Vesle, pont de Vesle, boulevard Paul-Doumer, rue de Venise, pont de Venise, avenue Paul-Marchandeau, boulevard du Président-Wilson, boulevard Louis-Barthou, rue de Louvois, avenue de Champagne, ligne de chemin de fer, jusqu'à la limite territoriale de la commune de Cormontreuil. |
| 13 | Reims-3                               | Reims                 | fraction Reims                         |                | fraction Reims                     | partie de la commune de Reims située à l'ouest d'une ligne définie par l'axe des voies et limites suivantes : depuis la limite territoriale de la commune de Bezannes, rue Frédéric-et-Irène-Joliot-Curie, rue Adrien-Sénéchal, avenue du Maréchal-Juin, place Jean-Donatini, avenue d'Epernay, rue de Dieppe, rue de Dunkerque, rue du Havre, avenue du 18-Juin-1940, ligne de chemin de fer, avenue du Général-de-Gaulle, avenue d'Epernay, rue du Docteur-Bienfait, chemin des Bons-Malades, rue de l'Egalité, jusqu'à la limite territoriale de la commune de Tinqueux. |
| 14 | Reims-4                               | Reims                 | 13 774 + fraction Reims                |                | 5 + fraction Reims                 | 1° Les communes suivantes : Bezannes, Champfleury, Champigny, Tinqueux, Villers-aux-Nœuds. 2° La partie de la commune de Reims située à l'ouest d'une ligne définie par l'axe des voies et limites suivantes : depuis la limite territoriale de la commune de Tinqueux, rue de l'Égalité, chemin des Bons-Malades, rue du Docteur-Bienfait, avenue d'Épernay, avenue du Général-de-Gaulle, chaussée Bocquaine, rue du Colonel-Fabien, rue de Vesle, place Colin, rue de Vesle, pont de Vesle, rue de Vesle, place Myron-Herrick, rue Carnot, place Royale, rue Colbert, place du Forum, rue de Tambour, rue de Mars, rue Henri-IV, rue Jovin, rue du Général-Sarrail, boulevard Desaubeau, place de la République, avenue de Laon, ligne de chemin de fer, rue de Saint-Brice, rue Tarbé, avenue Brébant, rue Saint-Charles, passerelle Saint-Charles, ligne de chemin de fer, jusqu'à la limite territoriale de la commune de Saint-Brice-Courcelles. |
| 15 | Reims-5                               | Reims                 | 9 854 + fraction Reims                 |                | 2 + fraction Reims                 | 1° Les communes suivantes : Bétheny, Saint-Brice-Courcelles. 2° La partie de la commune de Reims située au nord d'une ligne définie par l'axe des voies et limites suivantes : depuis la limite territoriale de la commune de Saint-Brice-Courcelles, ligne de chemin de fer, rue Saint-Charles, passerelle Saint-Charles, avenue Brébant, boulevard Charles-Arnould, boulevard Albert-Ier, rue Saint-Thierry, chemin des Trois-Fontaines, place des Trois-Fontaines, jusqu'à la limite territoriale de la commune de Saint-Brice-Courcelles ; |
| 16 | Reims-6                               | Reims                 | fraction Reims                         |                | fraction Reims                     | Partie de la commune de Reims située à l'intérieur d'un périmètre défini par l'axe des voies et limites suivantes : depuis la limite territoriale de la commune de Saint-Brice-Courcelles, rue Frédéric-Jacob, avenue Salvador-Allende-Gossens, boulevard des Tondeurs, rue du Docteur-Albert-Schweitzer, rue Raymond-Poincaré, rue du Docteur-Lucien-Bettinger, rue Léopold-Charpentier, rue du Fond-Pâte, rue du Docteur-Albert-Schweitzer, rue Roger-Salengro, place Luton, rue Emile-Zola, rue Landouzy, rue Lesage, pont de Laon, avenue de Laon, ligne de chemin de fer, rue de Saint-Brice, rue Tarbé, avenue Brébant, boulevard Charles-Arnould, boulevard Albert-Ier, rue Saint-Thierry, chemin des Trois-Fontaines, place des Trois-Fontaines, jusqu'à la limite territoriale de la commune de Saint-Brice-Courcelles. |
| 17 | Reims-7                               | Reims                 | fraction Reims                         |                | fraction Reims                     | Partie de la commune de Reims située au nord et à l'est d'une ligne définie par l'axe des voies et limites suivantes : depuis la limite territoriale de la commune de Bétheny, rue de la 12e-Escadre-d'Aviation, rue de Brimontel jusqu'à l'intersection de la rue Desbureaux, chemin vicinal, rue de la Husselle, ligne de chemin de fer, boulevard Robespierre, place Luton, rue Emile-Zola, rue Landouzy, rue Lesage, pont de Laon, avenue de Laon, place de la République, boulevard Jules-César, rue Gosset, rue du Docteur-Lemoine, rue Jacquart, rue Ruinart-de-Brimont, place du 30-Août-1944, rue Ruinart-de-Brimont, boulevard Saint-Marceaux, rue Henri-Barbusse, rue des Eparges, rue Gustave-Laurent, boulevard Pommery, rue des Thiolettes (incluse), limite du lycée professionnel de l'Yser, chemin des Moines, rue Charles-Lafitte, rue Bertrand-de-Mun, rue de Brazzaville, rue du Général-Carré, ligne droite se prolongeant jusqu'à la ligne de chemin de fer, ligne de chemin de fer, chemin des Courtes-Martin, rue Germaine-Tillion, jusqu'à la limite territoriale de la commune de Cernay-lès-Reims. |
| 18 | Reims-8                               | Reims                 | 12 907 + fraction Reims                |                | 8 + fraction Reims                 | 1° Les communes suivantes : Cernay-lès-Reims, Cormontreuil, Prunay, Puisieulx, Saint-Léonard, Sillery, Taissy, Trois-Puits. 2° La partie de la commune de Reims située : À l'est d'une ligne définie par l'axe des voies et limites suivantes : depuis la limite territoriale de la commune de Cernay-lès-Reims, rue Germaine-Tillion, chemin des Courtes-Martin, ligne de chemin de fer, rue de l'Escaut à partir de l'intersection avec l'avenue Dieudonné-Costes, rue de la Meuse, avenue de l'Europe, avenue de l'Yser, chemin rural, rue Jankel-Ségal, avenue Henri-Farman, ligne droite dans le prolongement de la rue Gabriel-Fauré, rue Gabriel-Fauré, rue Saint-Léonard, rue Gonzalle, rue Albert-Thomas, rue Henri-Paris, canal de l'Aisne à la Marne, jusqu'à la limite territoriale de la commune de Saint-Léonard ; Au sud d'une ligne définie par l'axe des voies et limites suivantes : depuis la limite territoriale de la commune de Cormontreuil, ligne de chemin de fer, avenue de Champagne, rue de Louvois, jusqu'à la limite territoriale de la commune de Cormontreuil. |
| 19 | Reims-9                               | Reims                 | fraction Reims                         |                | fraction Reims                     | Partie de la commune de Reims non incluse dans les cantons de Reims-1, Reims-2, Reims-3, Reims-4, Reims-5, Reims-6, Reims-7 et Reims-8 |
| 20 | Sermaize-les-Bains                    | Sermaize-les-Bains    | 21 204                                 | 0,86           | 75                                 | Alliancelles, Ambrières, Arrigny, Bassu, Bassuet, Bettancourt-la-Longue, Bignicourt-sur-Saulx, Blesme, Brandonvillers, Brusson, Le Buisson, Bussy-le-Repos, Changy, Charmont, Châtillon-sur-Broué, Cheminon, Cloyes-sur-Marne, Dompremy, Drosnay, Écollemont, Écriennes, Étrepy, Favresse, Giffaumont-Champaubert, Gigny-Bussy, Haussignémont, Hauteville, Heiltz-l'Évêque, Heiltz-le-Hutier, Heiltz-le-Maurupt, Isle-sur-Marne, Jussecourt-Minecourt, Landricourt, Larzicourt, Lisse-en-Champagne, Luxémont-et-Villotte, Matignicourt-Goncourt, Maurupt-le-Montois, Merlaut, Moncetz-l'Abbaye, Norrois, Orconte, Outines, Outrepont, Pargny-sur-Saulx, Plichancourt, Ponthion, Possesse, Reims-la-Brûlée, Saint-Amand-sur-Fion, Saint-Eulien, Saint-Jean-devant-Possesse, Saint-Lumier-en-Champagne, Saint-Lumier-la-Populeuse, Saint-Quentin-les-Marais, Saint-Remy-en-Bouzemont-Saint-Genest-et-Isson, Saint-Vrain, Sainte-Marie-du-Lac-Nuisement, Sapignicourt, Scrupt, Sermaize-les-Bains, Sogny-en-l'Angle, Thiéblemont-Farémont, Trois-Fontaines-l'Abbaye, Val-de-Vière, Vanault-le-Châtel, Vanault-les-Dames, Vauclerc, Vavray-le-Grand, Vavray-le-Petit, Villers-le-Sec, Vitry-en-Perthois, Vouillers, Vroil.                                                            |
| 21 | Sézanne-Brie et Champagne             | Sézanne               | 22 281                                 | 0,91           | 61                                 | Allemant, Barbonne-Fayel, Bergères-sous-Montmirail, Bethon, Boissy-le-Repos, Bouchy-Saint-Genest, Broussy-le-Petit, Broyes, Champguyon, Chantemerle, Charleville, Châtillon-sur-Morin, Chichey, Corfélix, Corrobert, Courgivaux, Escardes, Les Essarts-le-Vicomte, Les Essarts-lès-Sézanne, Esternay, Fontaine-Denis-Nuisy, La Forestière, Fromentières, Le Gault-Soigny, Gaye, Janvilliers, Joiselle, Lachy, Linthelles, Linthes, Mécringes, Le Meix-Saint-Époing, Mœurs-Verdey, Mondement-Montgivroux, Montgenost, Montmirail, Montgenost, Montmirail, Morsains, Nesle-la-Reposte, Neuvy, La Noue, Oyes, Péas, Queudes, Rieux, Saint-Bon, Saint-Loup, Saint-Remy-sous-Broyes, Saudoy, Sézanne, Soizy-aux-Bois, Le Thoult-Trosnay, Tréfols, Vauchamps, Verdon, Le Vézier, Villeneuve-la-Lionne, La Villeneuve-lès-Charleville, Villeneuve-Saint-Vistre-et-Villevotte, Vindey. |
| 22 | Vertus-Plaine Champenoise             | Blancs-Coteaux        | 23 525                                 | 0,96           | 60                                 | Allemanche-Launay-et-Soyer, Anglure, Angluzelles-et-Courcelles, Athis, Bagneux, Bannes, Baudement, Bergères-lès-Vertus, Blancs-Coteaux, Broussy-le-Grand, La Celle-sous-Chantemerle, Chaintrix-Bierges, Chaltrait, La Chapelle-Lasson, Clamanges, Clesles, Conflans-sur-Seine, Connantray-Vaurefroy, Connantre, Corroy, Courcemain, Écury-le-Repos, Esclavolles-Lurey, Étréchy, Euvy, Faux-Fresnay, Fère-Champenoise, Germinon, Givry-lès-Loisy, Gourgançon, Granges-sur-Aube, Loisy-en-Brie, Marcilly-sur-Seine, Marigny, Marsangis, Le Mesnil-sur-Oger, Moslins, Ognes, Pierre-Morains, Pleurs, Pocancy, Potangis, Rouffy, Saint-Just-Sauvage, Saint-Mard-lès-Rouffy, Saint-Quentin-le-Verger, Saint-Saturnin, Saron-sur-Aube, Soulières, Thaas, Trécon, Val-des-Marais, Vélye, Vert-Toulon, Villeneuve-Renneville-Chevigny, Villers-aux-Bois, Villeseneux, Villiers-aux-Corneilles, Vouarces, Vouzy. |
| 23 | Vitry-le-François-Champagne et Der    | Vitry-le-François     | 25 510                                 | 1,04           | 35                                 | Ablancourt, Arzillières-Neuville, Aulnay-l'Aître, Bignicourt-sur-Marne, Blacy, Blaise-sous-Arzillières, Bréban, Chapelaine, Châtelraould-Saint-Louvent, La Chaussée-sur-Marne, Coole, Corbeil, Courdemanges, Couvrot, Drouilly, Frignicourt, Glannes, Huiron, Humbauville, Lignon, Loisy-sur-Marne, Maisons-en-Champagne, Margerie-Hancourt, Marolles, Le Meix-Tiercelin, Pringy, Les Rivières-Henruel, Saint-Chéron, Saint-Ouen-Domprot, Saint-Utin, Sompuis, Somsois, Songy, Soulanges, Vitry-le-François. |
|    |                                       |                       | 565 307                                |                | 630                                | |

### Répartition par arrondissement
Contrairement à l'ancien découpage où chaque canton était inclus à l'intérieur d'un seul arrondissement, le nouveau découpage territorial s'affranchit des limites des arrondissements. Certains cantons peuvent être composés de communes appartenant à des arrondissements différents. Dans le département de la Marne, c'est le cas de six cantons (Argonne Suippe et Vesle, Châlons-en-Champagne-3, Dormans-Paysages de Champagne, Épernay-1, Mourmelon-Vesle et Monts de Champagne et Vertus-Plaine Champenoise).
Le tableau suivant présente la répartition par arrondissement :
| N° | Canton                                | Châlons-en-Champagne               | Épernay               | Reims              | Vitry-le-François | Total                              |
| 1  | Argonne Suippe et Vesle               | 79                                 |                       |                    |                   | 79                                 |
| 2  | Bourgogne-Fresne                      |                                    |                       | 28                 |                   | 28                                 |
| 3  | Châlons-en-Champagne-1                | 3 + fraction Châlons-en-Champagne  |                       |                    |                   | 3 + fraction Châlons-en-Champagne  |
| 4  | Châlons-en-Champagne-2                | 18 + fraction Châlons-en-Champagne |                       |                    |                   | 18 + fraction Châlons-en-Champagne |
| 5  | Châlons-en-Champagne-3                | 34 + fraction Châlons-en-Champagne | 4                     |                    | 3                 | 41 + fraction Châlons-en-Champagne |
| 6  | Dormans-Paysages de Champagne         |                                    | 42                    | 30                 |                   | 72                                 |
| 7  | Épernay-1                             |                                    | 19 + fraction Épernay | 1                  |                   | 20 + fraction Épernay              |
| 8  | Épernay-2                             |                                    | 17 + fraction Épernay |                    |                   | 17 + fraction Épernay              |
| 9  | Fismes-Montagne de Reims              |                                    |                       | 53                 |                   | 53                                 |
| 10 | Mourmelon-Vesle et Monts de Champagne | 9                                  |                       | 28                 |                   | 37                                 |
| 11 | Reims-1                               |                                    |                       | fraction Reims     |                   | fraction Reims                     |
| 12 | Reims-2                               |                                    |                       | fraction Reims     |                   | fraction Reims                     |
| 13 | Reims-3                               |                                    |                       | fraction Reims     |                   | fraction Reims                     |
| 14 | Reims-4                               |                                    |                       | 5 + fraction Reims |                   | 5 + fraction Reims                 |
| 15 | Reims-5                               |                                    |                       | 2 + fraction Reims |                   | 2 + fraction Reims                 |
| 16 | Reims-6                               |                                    |                       | fraction Reims     |                   | fraction Reims                     |
| 17 | Reims-7                               |                                    |                       | fraction Reims     |                   | fraction Reims                     |
| 18 | Reims-8                               |                                    |                       | 8 + fraction Reims |                   | 8 + fraction Reims                 |
| 19 | Reims-9                               |                                    |                       | fraction Reims     |                   | fraction Reims                     |
| 20 | Sermaize-les-Bains                    |                                    |                       |                    | 75                | 75                                 |
| 21 | Sézanne-Brie et Champagne             |                                    | 61                    |                    |                   | 61                                 |
| 22 | Vertus-Plaine Champenoise             | 23                                 | 40                    |                    |                   | 63                                 |
| 23 | Vitry-le-François-Champagne et Der    |                                    |                       |                    | 35                | 35                                 |
|    |                                       | 167                                | 184                   | 156                | 113               | 630                                |